# Петар Пуача
Петар Пуача (Београд, 14. април 1972) је бивши српски фудбалер. Играо је на позицији нападача.

## Каријера
Фудбалом је почео да се бави у ФК Бежанији, затим прелази у Партизан где је био од своје 10 до 12 године а након тога одлази у Црвену звезду где пролази све млађе селекције. За први тим црвено-белих је дебитовао 1989. године у Винковцима, са свега 16,5 година. Међутим касније незадовољан минутажом прелази у Партизан. Код црно-белих такође није добио шансу, и одиграо је само 4 пријатељске утакмице. Следи играње у ОФК Београду и Обилићу где је пружао добре партије у првенству СРЈ. У децембру 1995. вратио се у Црвену звезду и у свом другом мандату са црвено-белима одиграо 11 утакмица и постигао 2 гола. Следи играње у иностранству за шведски Хелсинборг а затим и италијански Кремонезе за који је у сезони 1998/99. одиграо 8 утакмица и постигао 2 гола у Серији Б. Након тога се поново вратио у СРЈ и играо за Војводину и Зету, а касније је играо и за АЕК из Ларнаке, Борац из Чачка и Њиређхазу.
Био је члан пионирске, кадетске, омладинске, младе и медитеранске репрезентације Југославије али никада није заиграо за А селекцију.